# 雄黄酒
雄黄酒，是用研磨成粉末的雄黄泡制的酒，古时中国人会在端午节饮用，但至现代，由于现代医学研究发现雄黄具有一定的毒性，此习俗已较罕见。
作为一种中药药材，雄黄可以用做解毒劑、殺蟲藥。於是古代人就认为雄黄可以克制蛇、蝎等百虫，“善能殺百毒、辟百邪、制蛊毒，人佩之，入山林而虎狼伏，入川水而百毒避”。在白蛇傳的故事中，变成人形的蛇精白娘子不慎喝下雄黄酒，失去控制现出原形。古人不但把雄黄粉末撒在蚊虫孳生的地方，還飲用雄黄酒来祈望能够避邪，讓自己不生病。不過依據現代知識，食用可能會對人體造成損害。雄黃為含硫和砷的礦石，經加熱後會被氧化為劇毒成分三氧化二砷（As2O3），兩者皆是有毒之化學成分，食用可能會對人體造成損害。輕者引起上吐下瀉，嚴重可危害神經細胞，並可引起肝、腎、脾及心肌等實質器官的脂肪變性和壞死。不建議飲用。